# Alpini

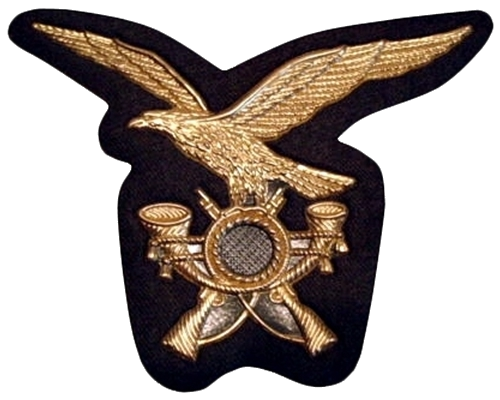

Los Alpini (en español: alpinos) son una especialidad del arma de infantería de choque de montaña del Ejército Italiano.

## Datos históricos

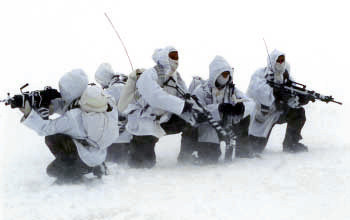
Alpini de la Brigata Alpina Taurinense.

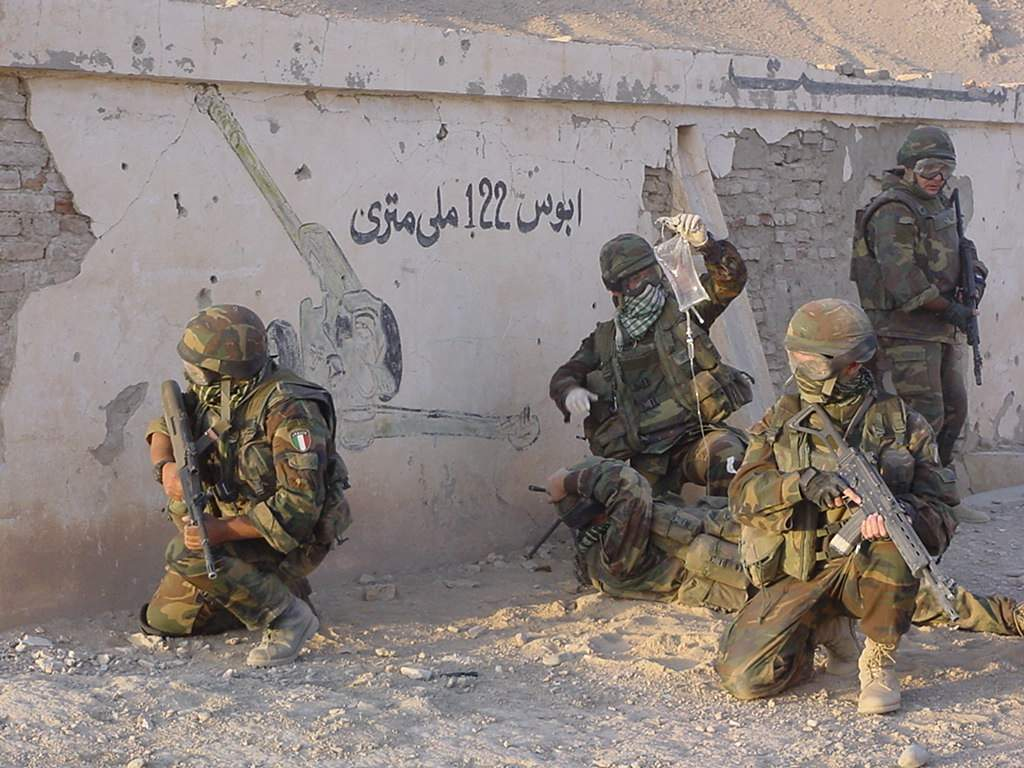
Los Alpini en Afganistán.

Las tropas alpinas tuvieron origen en 1872, cuando el joven Reino de Italia  tuvo que afrontar el problema de la defensa de las nuevas fronteras terrestres, que tras la infeliz guerra contra Austria, coincidían casi enteramente con el arco alpino.
En 1870 se había podido completar la unidad de Italia con Roma como capital y el nuevo estado se veía en la necesidad de enfrentarse a una situación internacional muy delicada en virtud de la reactivación de tensiones tanto con Francia como con la potente monarquía de los Habsburgo, todavía potencialmente hostil tras la cesión del Véneto a Italia.
La movilización del Ejército y la defensa del territorio nacional habían sido, hasta el momento, previstas en la llanura padana, en correspondencia del viejo Cuadrilátero ya que los Alpes, en la concepción estratégica de entonces, no eran considerados idóneos para operaciones de guerra. La primera línea defensiva propiamente dicha, en aquellos tiempos, estaba definida por las posiciones de Stradella-Piacenza-Cremona en la línea del río Po.
La idea de confiar la defensa avanzada de la frontera alpina a los lugareños de los valles alpinos antes que recurrir a tropas de la llanura, algo que hoy parece simple y lógico, en esos momentos era absolutamente original y casi revolucionario.
Los expertos militares de la época pensaban que una defensa real de los Alpes no era posible y que un eventual invasor debía ser detenido y expulsado solo en la llanura padana.
La creación del Cuerpo de los Alpini es adjudicada al entonces capitán del Estado Mayor Giuseppe Domenico Perrucchetti, nacido en Cassano d'Adda (provincia de Milán) el 13 de julio de 1839, que a la edad de veinte años huyó de Lombardía, en aquel entonces bajo dominación austríaca, para alistarse voluntario en el ejército piamontés.
Estudioso de la historia, conocía muy bien las fronteras por haber efectuado en los años anteriores numerosos reconocimientos de los pasos de Spluga, Stelvio, los Alpes Carniche y Réticos. Perrucchetti también conocía las gestas de las milicias montañesas que, desde los tiempos del emperador Augusto (las Legio Alpina Julia I, II y III), se habían formado en los Alpes rechazando las invasiones bárbaras.
Además conocía la perfecta organización de las milicias populares creadas por Emanuele Filiberto; la organización y las tareas de los "Landesschützen" tiroleses, tropas de élite utilizadas en la defensa de las fronteras de montaña del Tirol. Aquellas de los "Cazadores de los Alpes" de las campañas del Resurgimiento y las famosas empresas de los Voluntarios Cadorini de Pier Fortunato Calvi, quienes en 1848 para defender sus tierras de la invasión austriaca, devinieron audaces y tenaces combatientes.
A raíz de sus estudios y experiencias, en 1871 el genial oficial, apasionado de la montaña y estudioso de las operaciones militares en zonas alpinas, redactó una original alegación en la cual sostenía y demostraba el concepto de que la defensa de primer tiempo (cobertura) de la frontera alpina debía ser confiada a soldados nacidos en montaña, adaptados a los lugares desde la juventud y seguramente más motivados en el caso de que efectivamente tuvieran que defender tanto a sus allegados como sus propios bienes.
Otro elemento fundamental sobre el que Perrucchetti basaba su estudio eran las ventajas, desde el punto de vista de la celeridad y sencillez de movilización, que el reclutamiento regional presentaba, así como los vínculo personales entre los pertenecientes a los repartos y las comunidades a proteger.
El estudio de Perrucchetti, publicado en mayo de 1872 en la Revista Militar Italiana, fue rápidamente apreciado y recogido por el general Cesare Ricotti-Magnani, Ministro de Guerra durante el gobierno Quintino Sella, que entendió la importancia de la defensa de los pasos alpinos y la necesidad de disponer, en el ámbito de la infantería, de una nueva especialidad particularmente entrenada para la guerra en montaña.
Vale la pena recordar, que el general Ricotti-Magnani, fundador en Turín en 1864 del CAI (Club Alpino italiano) junto con Quintino Sella, fue el hombre que en pocos años transformó radicalmente el órgano militar italiano operando una profunda reestructuración del Ejército. Para tener una Nación a nivel europeo introdujo, con oportunos correctivos, el sistema prusiano con el servicio militar breve (tal se consideraban entonces los tres años) a reclutamiento nacional y no regional como ocurría en Prusia. Aunque para los Alpini el reclutamiento regional sí estaba previsto.
Para evitar obstáculos por parte de la Cámara de Diputados, que no veía de buen grado nuevos costes financieros en el presupuesto, el ministro recurrió a un expediente: insertó en los anexos del Real Decreto n°1056 del 15 de octubre de 1872, que preveía un aumento de los Distritos Militares, la constitución de 15 nuevas compañías distritales permanentes, con el nombre de "Compañías Alpinas" (por un total de 2.000 hombres), a ubicar en algunos valles de la frontera occidental y oriental.
A cada una de las recién formadas compañías le fue asignada una mula con carreta para el transporte de víveres y materiales. Como arma individual, a los alpini se les asignó en dotación el fusil Wetterli (nombre de su inventor, un mecánico suizo) modelo 1870. La divisa, hasta marzo de 1873, fue la de infantería.
De esta manera nacieron los "Alpini", enmascarados como genéricos districtuales, entre los pliegues de un Decreto Real firmado en Nápoles por Vittorio Emanuele II, pero con un fardo de tareas y pesadas responsabilidades a sus espaldas (tanto como sus mochilas) ya entonces y para siempre.
El privilegio de constituir los primeros repartos le tocó a la clase 1852, obviamente denominada "claombado", con una estrella de metal de cinco puntas y una escarapela tricolor, ornamentada con una pluma negra del lado de hierro".
A estas tropas especiales, en 1874 les fue colocado en la cabeza un sombrero de fieltro negro abzquierdo, que se convirtió inmediatamente en emblema heráldico de los soldados de montaña.
Al cabo de algunos años las 15 compañías fueron 36, con orgánico de guerra, y los batallones 10, adoptando estos el nombre de valles, montes y ciudades para un total de 9.090 alpinos.
En 1882, diez años más tarde del nacimiento del Cuerpo, por exigencias de índole operativa tuvo lugar una más consistente ampliación del Cuerpo, con la constitución de los primero seis regimientos alpinos: el 1°, el 2°, el 3°, el 4°, el 5° y el 6°.
El sombrero alpino sufrió modificaciones: el distintivo de estrella fue sustituido con un emblema en metal blanco que retrata un águila con las alas desplegadas, en lo alto una corona real apoyada en un cuerno que se yuxtapone a dos fusiles cruzados, contorneada por un hacha y un pico, con ramas de roble y laurel, la cual representaba el símbolo de potencia y audacia del Cuerpo de los Alpini; sobre el platillo del distintivo fue aplicado el número del regimiento y en el sombrero de la tropa las borlas mutaban color según el batallón, es decir blanco (1° batallón), rojo (2° batallón), verde (3° batallón) y azul (4° batallón). Para identificar a los oficiales superiores se dispuso guarnecer el sombrero con una pluma blanca.
En 1883 a las tropas de montañas se les concedieron las "Flamas Verdes" a dos puntas, y se empezó a distinguir entre infantería alpina y artillería de montaña. Incluso el abrigo, con largas faldas y muy molesto, fue sustituido por una esclavina tipo "bersagliera" de color azul oscuro, mientras los calzados bajos fueron sustituidos por botines altos con cordones similares a los usados por montañeses.
Los repartos alpinos, visto el valor estratégico del arco alpino, fueron potenciados mediante una serie de medidas de naturaleza vinculante:
- en 1877 fueron constituidas las primeras 5 baterías de montaña, con piezas de avancarga, destinadas a sostener las hazañas de los alpini;
- en 1877 los regimientos devienen 7, los batallones 22 y las compañías 75; el fusil "Wetterli 1870" fue transformado en un arma a repetición ordinaria con cargador de cinco tiros, el nuevo modelo asumió el nombre de fusil "modelo 70/87 Wetterli-Vitali" (por el nombre del capitán de artillería que modificó el viejo modelo);
- siempre en 1887, nace en Turín el 1° Regimiento de artillería de montaña sobre 9 baterías; el armamento de base estaba constituido por la pieza de 75 milímetros de calibre (de anima estriada y cureña rígida);
- en 1888 las mulas pasaron de una a ocho por compañía;
- en 1891 el fusil "Wetterli-Vitale" fue reemplazado por el fusil modelo '91 de seis tiros, este último permanecerá en dotación a los alpini hasta el final de la Segunda Guerra Mundial
Nacidos para combatir en los glaciares y sobre las altas cumbres, los alpini por una de las tantas y curiosas bromas que juega la historia, tuvieron su "bautismo de fuego" en las incandescentes colinas africanas, durante las campañas de Eritrea de 1887 y de 1896, donde mostraron el propio valor y sus cualidades de orgullosos soldados en la desafortunada batalla de Adua, el 1 de marzo de 1896, sobre el Amba Rajo (en español "Montaña Rajo"), donde el primer Batallón Alpini de África, a las órdenes del teniente coronel Davide Menini, se inmola en el lugar entre muchos otros artilleros. De sus 954 alpini solo sobrevivieron 92.
En aquella trágica jornada, además del comandante de batallón, cayeron encabezando los repartos el capitán Pietro Cella, del 6° Regimiento Alpini, primera medalla de oro al valor militar de los alpini y cuatro valientes oficiales de la artillería de montaña condecorados también ellos con la medalla de oro al valor militar, los cuales cayeron heroicamente junto a sus artilleros disparando hasta el último tiro.
Múltiples fueron las innovaciones y cambios adoptados en el equipamiento y las armas a inicios del siglo XX.
Para no olvidar el noviembre de 1902, fecha importante para la Especialidad; luego de un período de intensas pruebas efectuadas en el 3° Regimiento Alpini, fue consignado en dotación a los repartos el nuevo y veloz medio de locomoción para la nieve: los esquís, que permitieron resolver el problema del movimiento sobre terreno nevado.
Asimismo vale la pena recordar los experimentos efectuados por el Batallón Alpini "Morbegno" del 5° Regimiento Alpini, en julio de 1905, para la adopción de un uniforme color gris para mimetizarse mayormente a los combatientes que hasta entonces vestían uniformes relucientes y multicolores.
El nuevo uniforme fue probado en Bergamo, sede del Batallón "Morbegno", por un pelotón de la 45a Compañía, denominado el "Pelotón gris", bajo las órdenes del teniente Tullio Marchetti, trentino, que más tarde en su calidad de teniente coronel será jefe de la oficina informaciones de la Primera Armada. Luego del éxito positivo de las experiencias efectuadas con el resto del Batallón, en 1908 el nuevo uniforme viene adoptado por todo el Ejército Italiano.
Con la adopción de la nueva vestimenta, el viejo "bombín" negro fue substituido con el sombrero de fieltro color verde grisáceo que aun hoy se encuentra en dotación a las Tropas Alpinas.
En octubre de 1911 los alpini participaron en la guerra italo-turca con diez batallones y 13 baterías de artillería de montaña. Al mando del 8° Regimiento Alpini Speciale (especial en cuanto constituido con los Batallones Alpini Tolmezzo, Gemona, Feltre y Vestone) se encontraba el inolvidable coronel Antonio Cantore, quien caerá como héroe en las Tofane (macizo montañoso de las Dolomitas orientales, en alemán Tofanen), alcanzado en la frente por una bala.
Desde entonces, según una leyenda alpina todos aquellos que mueren con sombrero alpino en la cabeza suben al "Paraíso de Cantore" cerca del heroico general, que comanda la Armada de las "Plumas quebradas" (en italiano "Penne Mozze", una forma que tienen los alpini para indicar a sus caídos), y que aun hoy continua, acogiendo "veci e bocia".
Plumas quebradas y sombrero alpino son argumentos recurrentes en los discursos de los alpini, pues el sombrero, como todos los alpini saben, no solo contra-distingue el período bajo las armas mas cuasi la entera existencia, tornando así imposible explicar plenamente con el uso de palabras qué significa para un alpino su extraño sombrero (en las tradiciones de los Alpini no existen comportamientos o sentimientos desleales: al enemigo se le combate pero no se lo desprecia).
Unos años después Italia entra en guerra contra Austria-Hungría.
En la Primera Guerra Mundial los Alpini, los "hijos de los montes" como los llamaba Cesare Battisti, participaron con 88 batallones y 66 grupos de artillería de montaña, para un total de 240.000 alpini movilizados.
Cuarenta y un meses de lucha durísima y sangrienta constituyeron para los Alpini una epopeya de episodios colectivos e individuales de altísimo valor e invicta resistencia, de batallas de hombres contra hombres, de hombres contra la fuerza de la naturaleza, de acciones cruentas e intrépidas en las altas cumbres de las enormes paredes verticales, de milagros, de adaptación a las condiciones más adversas y en zonas alpinísticamente imposibles.
A mitad de junio de 1915 los Alpini efectuaron la primera legendaria hazaña, la conquista del Monte Nero, dejando estupefactos a sus adversarios.
Antes de la suspensión del servicio militar obligatorio, los Alpini eran reclutados localmente, pues así se aprovechaba mejor el conocimiento del territorio y sus posibilidades, factor importante en un ambiente difícil como el de las montañas.
Su “bautismo de fuego” fue en la batalla de Adua (1 de marzo de 1896).
Durante la Primera Guerra Mundial estaban organizados en 88 batallones reunidos en 20 grupos, 9 reagrupamientos y 4 divisiones. Después del conflicto solo quedaron 8 regimientos a los que se unió el 9º constituido en el año 1919. En 1926 se formaron tres comandos de brigada, que pasaron a ser cuatro en 1933 y que fueron transformados en divisiones en 1935. Las divisiones aumentaron a seis durante la Segunda Guerra Mundial, y luego todas fueron disueltas al final del conflicto.
En enero de 1934 se abrió la Scuola Militare di Alpinismo ad Aosta (Escuela Militar de Alpinismo en Aosta).
A inicios del siglo XXI existen seis regimientos de Alpini, organizados en dos brigadas Julia, Taurinense, a la que hay que añadir el Reggimento Alpini Paracadutisti Monte Cervino que pertenece a las fuerzas para operaciones especiales (FOS) y el 6° Reggimento (BTG BASSANO), con funciones de gestión de las áreas de adiestramiento del Trentino Alto Adige. Cada brigada se compone de tres regimientos de arma base y uno de artillería terrestre, además de un comando de soporte táctico y un batallón logístico.
La Brigata Taurinense ha sido ampliada con un regimiento motorizado (Nizza Cavalleria), hábiles para el movimiento de infantería ligera en lugares montañosos caracterizados por situaciones territoriales y meteorológicas altamente prohibitivas para el desarrollo de operaciones militares e incluso para la supervivencia.

## Distintivos

### La gorra

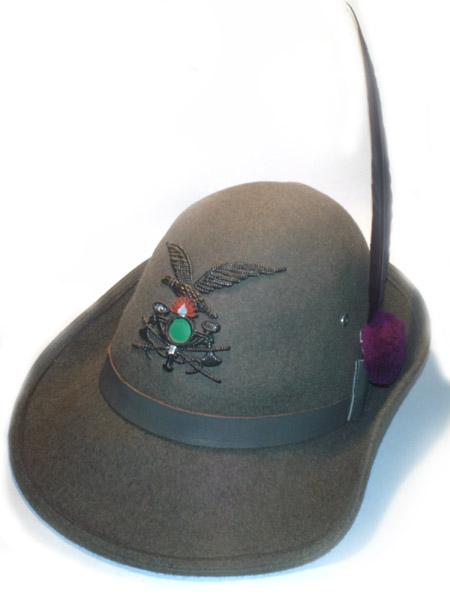
La típica gorra de los Alpinos (en este caso pertenece a la tropa del cuerpo de ingenieros, pues se reconoce por el flequillo).

El capelo alpino o gorra es el elemento más representativo de los Alpini. Está compuesto de varios elementos que representan el grado, el batallón, el regimiento y la especialidad de cada uno.

### La pluma
De una longitud de 25 a 30 cm., se lleva al lado izquierdo de la gorra, ligeramente inclinada hacia atrás. Es de cuervo, negra, para la tropa. De águila, marrón, para los suboficiales y los oficiales inferiores. De oca, blanca, para los oficiales superiores y generales.

### El flequillo
Es el disco en lana sobre el que se coloca la pluma. Al inicio el color del flequillo distinguía a los batallones dentro de cada regimiento. Así, el primer batallón de cada regimiento tenía un flequillo blanco, el segundo rojo, el tercero verde y cuando se tenía un cuarto batallón, azul. Los colores eran los de la bandera italiana, más el azul de la Casa de Saboya.

Más adelante se añadieron otros flequillos con colores, números y siglas específicas para las diversas especialidades y repartos de las tropas alpinas. Los flequillos que se usan actualmente son:
- Infantería alpina
  - Blanco: 5° Regimiento de Alpinos (Batallón Morbegno), 7° Regimiento de Alpinos (Batallón Feltre)
  - Rojo: 8° Regimiento de Alpinos (Batallón Tolmezzo), Centro de adiestramiento Alpino (Batallón Aosta).
  - Verde: 2° Regimiento de Alpinos (Batallón Saluzzo), 6° Regimiento de Alpinos (Batallón Bassano)
  - Azul: 3° Regimiento de Alpinos (Batallón Susa), 9° regimiento de Alpinos (Batallón L'Aquila), personal fuera del cuerpo.
  - Azul con disco negro y una R en blanco: soportes de regimientos (CCSL del regimiento).
  - Azul con disco negro y una B en blanco: soportes de brigadas (RCST Taurinense y RCST Julia)
  - Azul con disco negro y una CA en blanco: soportes de Cuerpo de Armada: comando COMALP y 4° Regimiento de Alpinos paracaidistas
  - Celeste: Centro de adiestramiento alpino (excluye el Batallón Aosta)

- Artillería de montaña
  - Verde, oval negro y una nr en blanco: baterías de obús, baterías saoc, baterías tst.
  - Verde, oval negro y una CG amarilla: BCSL de regimientos (CG significa comando de grupo)
  - Verde, oval negro sin siglas: personal fuera del cuerpo.

- Cuerpo de ingenieros, transmisiones y servicios
- Carmesí: cuerpo de ingenieros (2° y 32° regimientos G. Gua) y transmisiones (2° Regimiento de Transmisiones).
- Violeta: servicios logísticos (24° Regimiento).

Los mariscales, los oficiales inferiores y superiores llevan el flequillo en metal dorado. Los oficiales generales llevan el flequillo en metal plateado.

### El grado

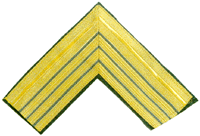
Grado de coronel de los Alpinos.

Los grados se llevan al lado izquierdo de la gorra alpina, corresponden a la altura de la pluma y del flequillo, bajo forma de galones:
- general de cuerpo de armada: galón plateado con tres estrellas
- general de división: galón plateado con dos estrellas
- general de brigada: galón plateado con una estrella

- coronel: 1 galón grueso y tres galones más pequeños y dorados como una V al revés
- teniente coronel: 1 galón grande y dos galones más pequeños y dorados como una V al revés
- mayor: 1 galón grueso y 1 galón más pequeño y dorado
- capitán: 3 galones dorados como V al revés
- teniente: 2 galones dorados como una V al revés
- subteniente: 1 galón dorado
- 1° mariscal lugarteniente: 1 galón dorado jaspeado de negro con fondo rojo y una estrella.
- 1° mariscal: 1 galón dorado jaspeado de negro con fondo rojo
- mariscal, mariscal ordinario, mariscal jefe: 1 galón dorado jaspeado de negro como una V al revés.
- sargento y tropa: no tienen distintivos de grado

### El adorno
Se lleva en la parte frontal del sombrero y distingue a las especialidades a las que se pertenezca:
- oficiales generales: águila y escudo con la sigla RI en el centro
- alpinos: águila, corneta, fusiles cruzados
- artillería de montaña: águila, corneta, cañones cruzados
- cuerpo de ingenieros "pioneros": águila, corneta, hachas cruzadas
- cuerpo de ingenieros “guastatori”: águila, corneta, espada, granada y hachas cruzadas
- transmisiones: águila, corneta, antena, flechas y hachas cruzadas
- transportes y materiales: águilas y un engranaje con alas
- sanidad (oficiales médicos): águila, estrella de cinco puntas con una cruz roja, bastones de Esculapio cruzados
- sanidad (suboficiales y tropa): águila, estrella de cinco puntas con cruz roja
- administración y comisariado: águila, corona, redondel violeta y laurel

La hechura del adorno cambia según el grado:
- hilo metálico dorado o plástico dorado para oficiales, suboficiales y militares de tropa en servicio permanente.
- plástico negro para la tropa de servicio temporal.

## CASTA
Los CASTA son los campeonatos de esquí de las tropas alpinas (Campionati Sciistici delle Truppe Alpine). Las competiciones se desarrollan en Val Pusteria en Alto Adigio y precisamente en las comunas de Braies, Dobbiaco, Villabassa, San Candido y Sesto. Estas competiciones tienen como fin verificar el adiestramiento alcanzado por los diversos pelotones de las unidades y además reforzar la amistad con las tropas aliadas a través de una competencia serena.
Las naciones que participan son: Albania, Alemania, Argentina, Austria, Bulgaria, Chile, Croacia, Eslovaquia, Eslovenia, España, Estados Unidos de América, Finlandia, Francia, Hungría,
Kazajistán, Letonia, Líbano, Lituania, Montenegro, Reino Unido, Macedonia del Norte, Rumania, Rusia, Serbia, Suiza y Ucrania.

## Alpinos famosos
- Adriano Gransinigh
- Mario Rigoni Stern
- Giulio Bedeschi
- Giuseppe Prisco

- Esteban Ballotta